# Альбано-ди-Лукания
Альбано-ди-Лукания (итал. Albano di Lucania) — город в Италии, расположен в регионе Базиликата, подчинён административному центру Потенца (провинция).
Население составляет 1 602 человек, плотность населения составляет 29 чел./км². Занимает площадь 55 км². Почтовый индекс — 85010. Телефонный код — 00971.
Покровителем города считается святой Вит. Праздник города ежегодно празднуется 15 июня.